# Konoe Motohira
Konoe Motohira (近衛基平, também conhecido como Fujiwara no Motohira, 1246 - 1268), foi um nobre e escritor do período Kamakura da História do Japão, membro do ramo Konoe dos Fujiwara. 

## Vida e carreira
Motohira foi filho do Sesshō Konoe Kanetsune.
Em 1255 ele foi nomeado Chūnagon e em 1257 Dainagon. 
Em 1258 foi promovido a Naidaijin e a Udaijin em 1261, se tornando Sadaijin em 1265 . Em 1267 foi nomeado líder do Clã Fujiwara e Kanpaku do Imperador Kameyama, até 1268, quando ele abruptamente sofreu uma doença e morreu relativamente jovem.
O corpo de Motohira foi encontrado mumificado sob o altar principal do Konjiki-dō do templo Chūson-ji em Hiraizumi.
Entre seus filhos serviram a corte estavam Konoe Kanenori  e o regente Konoe Iemoto, entre outros. Também foi pai de Shin-yomeimon-in que em 1274 se casou com Kameyama.
Como escritor, escreveu o diário Jinshin-in Kanpaku-ki (深心院関白記), que narra os acontecimentos entre 1255 e 1268, pouco antes de sua morte.